# Gisulf I de Friuli

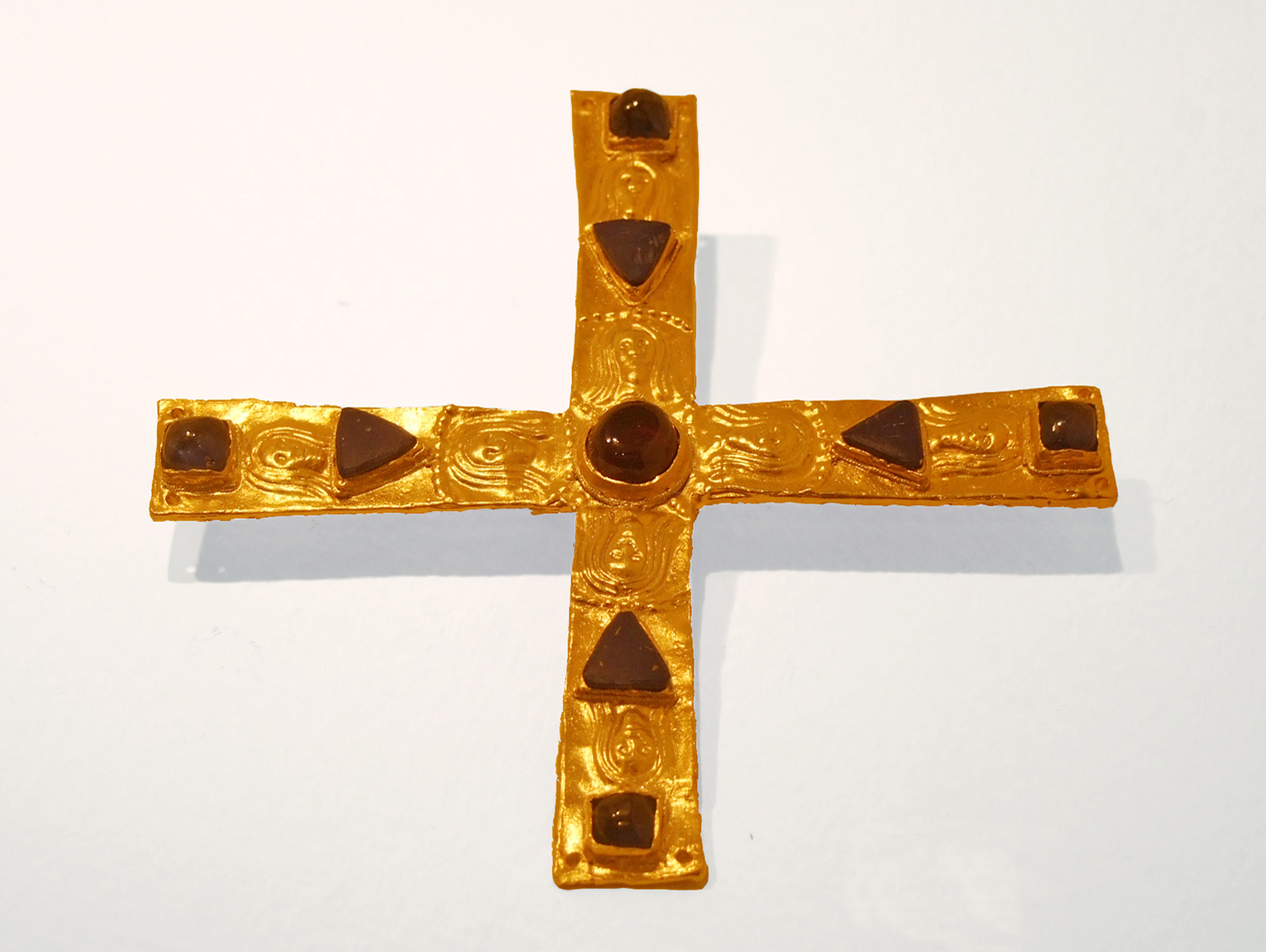
Crucea lui Gisulf I, secolul al VII-lea, asociată cu Gisulf I.

Gisulf I a fost probabil primul duce de Friuli (pe atunci, Forum Julii).
Gisulf a fost nepot de frate al lui Alboin, primul rege al longobarzilor din Italia. Acesta l-a numit pe Gisulf ca duce în jurul anului 569, după cucerirea longobardă a regiunii, cu toate că unii savanți consideră că Alboin l-ar fi numit pe tatăl lui Gisulf, Grasulf I, care îi era frate regelui.
Înainte de a fi numit, Gisulf a fost marpahis sau "maestru al cailor" unchiului său. Potrivit cronicii lui Paul Diaconul, el ar fi fost "un om potrivit la toate." El l-a rugat pe Alboin să îi acorde permisiunea să aleagă singur clanurile (faras) care să se afle la conducerea noului ducat, solicitare care i-a fost acceptată. Au fost astfel stabilite familiile care se pot stabili permanent în regiunea Friuli, iar Gisulf "a obținut onoarea de conducător (ducior)."
Gisulf I a domnit în perioada interregnum-ului din Regatul longobard dintre anii 575 și 585. El a fost succedat de către fiul său, Gisulf al II-lea.